# Methymna
Methymna var enligt grekisk mytologi en prinsessa och senare härskarinna av ön Lesbos.
Methymna var dotter till Makareus, Lesbos kung. Methymna gifte sig med guden Lesbos. Hon har fått staden Mithymna på norra delen av ön Lesbos uppkallad efter sig.